# Ciuta, Buzău
Ciuta este un sat în comuna Măgura din județul Buzău, Muntenia, România. Se află pe valea Buzăului, în zona Subcarpaților de Curbură.

## Monumente
- Biserica Intrarea în Biserică a Maicii Domnului din Ciuta